# Abrasive Wheels
Abrasive Wheels est un groupe de punk rock et de Oi!, fondé à Leeds, en Angleterre, en 1976,.

## Discographie
- 1982 : Captured Live! (Chaos Cassettes, Chaos Tapes).
- 1982 : When The Punks Go Marching In! (Riot City Records).
- 1984 : Black Leather Girl (Clay Records).
- 2003 : Demo 2003 (sans label).
- 2009 : Skum (Crashed Out Recordings[3],[4].